# 甲状腺癌
甲状腺癌（こうじょうせんがん、英語: thyroid cancer）は、甲状腺の組織から発生するがんである。甲状腺癌は大きく分けると、甲状腺癌の9割以上を占める甲状腺分化癌、周囲の臓器への浸潤や遠くの臓器への転移を起こしやすいなど悪性度が高い甲状腺未分化癌に分けられる。そして、更には細かく分類すると主に乳頭癌、濾胞癌、低分化癌、未分化癌、髄様癌、悪性リンパ腫の6種に分別される。乳頭癌（約90%）、濾胞癌（約5%）、低分化癌（1%未満）の3つを合わせて甲状腺分化癌と呼び、甲状腺癌の90％以上を甲状腺分化癌が占める。診断は、超音検査が推奨されている。穿刺吸引細胞診により鑑別診断される。年々、甲状腺がんの患者数は年々増加しているが、背景には検査法が進歩したことで、より小さながんが早期に発見できるようになったことがある。。60歳を過ぎた女性はほぼ全例100%、甲状腺癌を持っている。増殖が遅く一生症状が現れにくいものである分化癌が9割以上を占める。生涯にわたって健康に影響しなかったために、臨床的には発見できず、病理組織診断（死亡後の解剖（剖検）を含む）によって初めて発見される潜在癌が非常に多い。そのため、癌の中でも5年生存率が高く、日本人男性は91.3%、日本人女性95.8%である。早期診断は必ずしも有益でなく、かえって過剰診断などの弊害をもたらすため、WHOのがん専門組織であるIARCは、たとえ原発事故後であっても、無症状の人をわざわざ集団検診することは非推奨としている。
日本人罹患数（2017年）は男性4,642人、女性13,448人、合計18,090人。日本人死亡人数（2019年）は男性619人、女性1,243人、合計1,862人。日本人罹患数（2020年）は男性4,509人、女性11,918人、合計16,427人。日本人死亡人数（2022年）は男性624人、女性1,247人、合計1,871人。

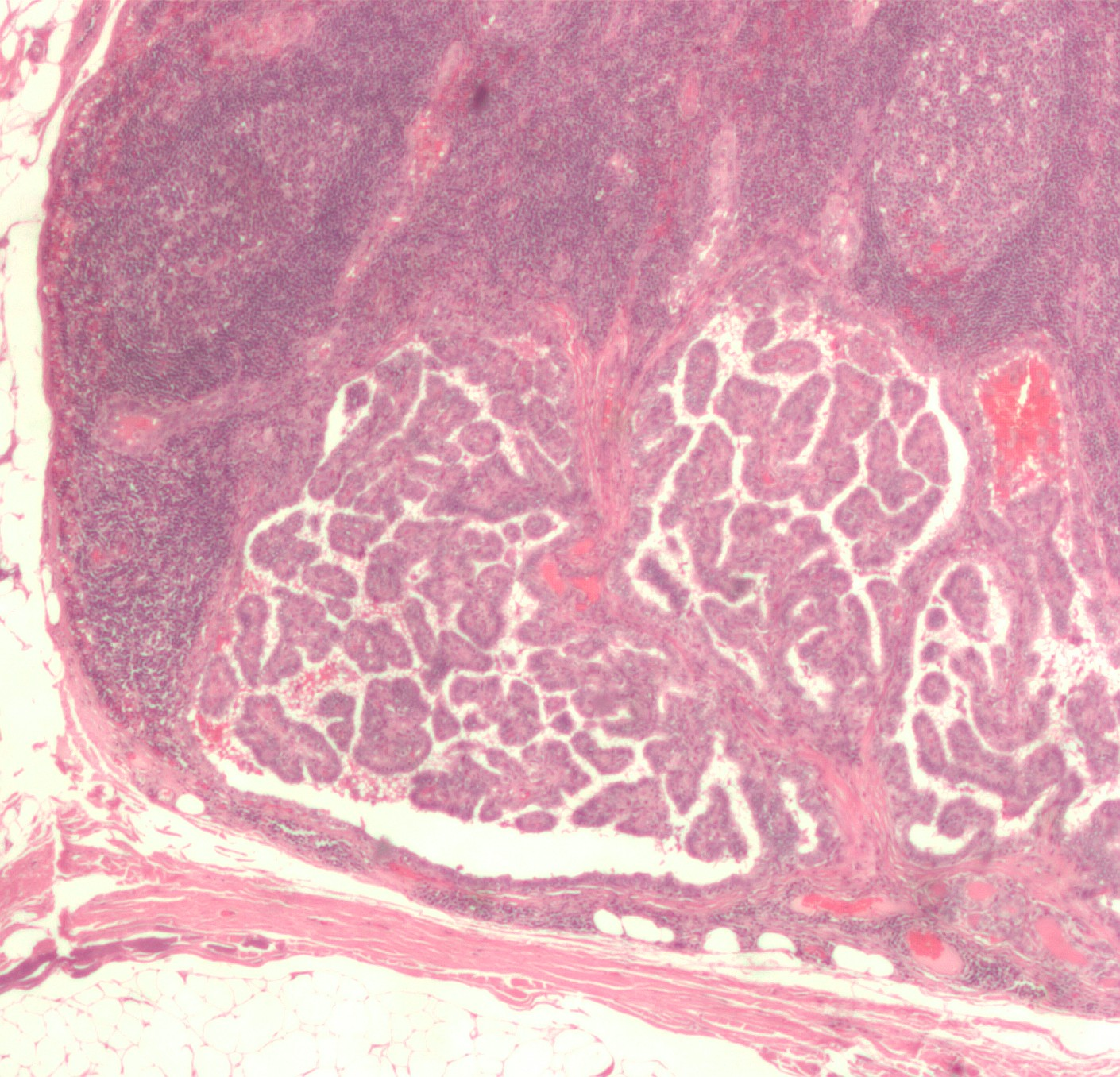
甲状腺乳頭癌が発生したリンパ節の顕微鏡写真。

## 甲状腺癌分類の変遷
同じがんでも、性質が異なっていれば検査、治療法、予後も変わる。癌に関し種々の研究がすすむため、分類は適宜更新される。

### UICC-TNM分類
UICC-NM分類は国際的な分類である。UICC（国際対癌連合、Unio Internationalis Contra Cancrum、2010年より英名はUnion for International Cancer Control）1933年に設立された、世界的な広がりを持つ民間の対がん組織連合のTNM分類（UICCによる悪性腫瘍の進展度に関する国際的分類）。1950年代に欧州で始まる、その後、1974年の第2版、1982年の第3版、1987年の第4版、1997年の第5版、2002年の第6版、2009年の第7版、2016年のTNM分類第8版。

### AJCC TNM分類
AJCC TNM staging (American Joint Committee on Cancer tumor–node–metastasis staging) 。米国癌登録委員会が作成するアメリカの癌登録の分類である。2017年に8版になり、甲状腺癌の分類がUICC TNMと同様に年齢区分が45歳から55歳にひきあげられた。
1983年からTNM病期分類に年齢を組み込んでいる。 

### 甲状腺癌取扱い規約
甲状腺癌取扱い規約はほぼ国内でのみ利用されているものである。1977年8月第1版、1983年10月第2版、1988年8月第3版、1991年10月第4版、1996年3月第5版、2005年9月第6版、2015年10月第7版、2019年11月第8版、2023年10月第9版。
甲状腺癌取扱い規約 第8版（2019年）は臨床領域ではUICC（国際対がん連合）-TNM分類（第8版）（2017年）、病理診断領域ではWHO分類（第4版）（2017年）、細胞診に関しては第2版ベセスダシステムの発行（2018年）を受けての改訂。UICC第8版からは、Stage分類において、分化癌（乳頭癌、濾胞癌）における年齢の境界を45歳から55歳に引き上げ、N1症例を高齢群でもStageIIにとどめるなどの改定が行われた。病理診断では、第4版WHO分類で新たに取り入れられた境界病変 (FT-UMP、WDT-UMP、NIFTP) については日本の実臨床の状況に合わせ採用することはせず、詳細な解説を加え対応可能とした。また、WHO分類では低分化癌の定義をより限定的なトリノ基準に従うものとしたが、『甲状腺癌取扱い規約 第8版』では従来の基準を踏襲している。一方、濾胞癌の浸潤様式による分類についてはWHO分類に準拠して、微少浸潤型、広汎浸潤型に加え、被包性血管浸潤型を設けている。
第9版（2023年）は,病理部分で第8版で採用を見送った境界病変（（第4版　WHO分類で新たに導入）を低リスク腫瘍として、良性腫瘍と悪性腫瘍の間に組み入れた。。

### 甲状腺腫瘍病理組織分類 (WHO)
2017年に内分泌腫瘍のWHO分類が改定された（第4版）。WHO Classification of Tumours of Endocrine Organs,4th ed. (WHO Classification of Tumours, Vol.10)
甲状腺腫瘍の分類を適切に理解するには，甲状腺腫瘍の他臓器腫瘍と異なる特徴を理解する必要がある。2017年に内分泌腫瘍のWHO分類が改定された（第4版）(WHO Classification of Tumours of Endocrine Organs,4th ed.(WHO Classification of Tumours, Vol.10))。変更点は4つある。第一は境界悪性腫瘍の概念が導入されたことである。悪性度不明のuncertain malignant potential (UMP) と称される分化型濾胞腫瘍の一群と乳頭癌様核を有する非浸潤性甲状腺濾胞性腫瘍noninvasive follicular thyroid neoplasm with papillary-like nuclear features (NIFTP) である。第二には、濾胞癌の亜分類に被包型血管侵襲性濾胞癌 (encapsulated angioinvasive follicular thyroid carcinoma) が設定され3分類となった。第三には、低分化癌の診断基準がトリノ合意に基づく厳しい基準に変更された。第4に濾胞性腫瘍の特殊型とされていた好酸性腫瘍がHürthle細胞腫瘍 （ハースル）が独立してまとめられた。
WHO分類（第5版） WHO Classification of Tumours of Endocrine Organs,5th ed
0n-lineβ版 。
第5版の主な変更点は以下の５点。
１）結節性甲状腺腫が甲状腺濾胞結節性疾患（Thyroid follicular nodular disease：FND）の名称で良性腫瘍の項に含められた。２）境界病変とされていたその他の被包化濾胞状腫瘍の一群と硝子化索状腫瘍が低リスク腫瘍（Low risk neoplasms）として良性腫瘍と悪性腫瘍の間に項目立てられた。３）浸潤性被包化濾胞型乳頭癌（Invasive encapsulated follicular variant papillary carcinoma）が濾胞癌と乳頭癌の間に独立して設定された。４）悪性度の観点から高異型度癌の概念が悪性腫瘍の中に導入され，低分化癌と一部の高分化型癌が組み込まれた。５）Hürthle細胞腫瘍（Hürthle cell tumours）の名称を膨大細胞（Oncocytic）に変更し，良性腫瘍と悪性腫瘍それぞれに膨大細胞腺腫（Oncocytic adenoma）と膨大細胞癌（Oncocytic carcinoma）が組み入れられた。
第５版WHO分類では，新たに濾胞結節性疾患（FND）の名称を用いることが提唱され、甲状腺腫（goiter）という用語は病理診断名として用いることは不適当とされている。

### べセスダシステム
べセスタシステム‘The Bethesda System for Reporting Thyroid Cytopathology' (TBSRTC)。
2010年米国でべセスタシステム（The Bethesda System for Reporting Thyroid Cytopa-thology）が発表され米国における新しい甲状腺細胞診の報告様式となった。報告書に記載する診断カテゴリーを不適正，良性，AUS/FLUS（意義不明な異型あるいは意義不明な濾胞性病変），FN/SFN（濾胞性腫瘍あるいは濾胞性腫瘍の疑い），悪性の疑い，悪性の６つに分類。
第２版 The Bethesda System for Reporting Thyroid Cytopathology: Definitions, Criteria, and Explanatory Notes 2nd ed. 2018 Edition.甲状腺がんの分類に関する最近の変更点、特に「乳頭状核特徴を有する非浸潤性濾胞腫瘍（NIFTP）」という新たな甲状腺診断の導入。。
第3版 The Bethesda System for Reporting Thyroid Cytopathology 3rd ed. 2023
甲状腺結節患者の管理に関する臨床ガイドラインの改訂、細胞病理学的検査の補助手段としての分子検査の導入、非浸潤性濾胞型乳頭状甲状腺がんの非浸潤性濾胞性甲状腺新生物（NIFTP）としての再分類。

### ICD10 国際疾病分類第10版（2013年版）
世界保健機関 (WHO) は、保健医療福祉分野の統計について国際比較を可能とするため、複数の国際統計分類を作成し、その中心分類として、ICD（国際疾病分類）およびICF（国際生活機能分類）を位置付けている。ICD10（国際疾病分類）とは正式名称を『疾病及び関連保健問題の国際統計分類』といい、英語では International Staistical Classification of Disease and Related Health Problemsである。日本では平成7年に「ICD-10（1990年版）準拠」、平成18年に「ICD-10（2003年版）準拠」、平成28年度からは「ICD-10（2013年版）準拠」。
甲状腺がん (ICD10: C73) 。甲状腺に原発する悪性腫瘍は ICD-O分類の場合、局在コード「C73.9」に分類される。UICC 第8版においては、癌腫の場合、「甲状腺」の項で病期分類を行うこととなった。 癌腫以外の悪性腫瘍が甲状腺に原発した場合、リンパ腫は Ann Arbor 分類に従った病期分類を行い、肉腫については軟部組織に従って病期分類を行う。

### Thyroid FNA Cytology: Differential diagnoses and pitfalls（Springer)
2016年第1版、2019年第2版、2023年第3版 。第3版では、Welchらによって定義された増殖速度に基づいて、甲状腺乳頭がん(PTC)の予後を4つのグループに分けることができるとした。
1. 再発、転移、およびがん死のリスクが高い（急速に）増殖するがん
2. 早期に治療すれば治癒する可能性があるが、放置すればがん死の原因となる増殖の遅いがん
3. 死亡リスクを増加させることなく臨床的に経過観察できる増殖の非常に遅いがん
4. 安定しているか自然に退縮する非進行性がん

早期PTCの大部分は患者に害を与えないが、臨床的に重要なPTCと臨床的に重要でないPTCを術前に区別することは、個々の症例では必ずしも可能ではない。Welchは無症候性PTCの疾患リザーバー全体を検出した場合、99.7〜99.9%の確率で過剰診断となると推定している。また、過剰診断の原因となる病態として、転移や浸潤をきたすものの増殖に限界があり、癌死につながらないタイプの癌であるSelf-limiting Cancer（セルフリミティングキャンサー）の説明がなされている。

## 分類

### 甲状腺分化癌
乳頭癌と濾胞癌を合わせて甲状腺分化癌と呼ぶ、両者で甲状腺癌の大部分（97%）を占める。甲状腺がんでは、がんの種類、進行の程度によって治療法が異なるため、組織型や病期を正確に把握することが重要である。乳頭がん、濾胞がんの病期は、年齢によって異なる。55歳未満の場合には、遠くの臓器への転移の有無によってI期、II期に分類する。55歳以上の場合は、がんの大きさ、広がり、リンパ節や別の臓器への転移の有無によって分類する。UICC第8版からは、Stage分類において、分化癌（乳頭癌、濾胞癌）における年齢の境界を45歳から55歳に引き上げ、N1症例を高齢群でもStageIIにとどめるなどの改定が行われた。

### 乳頭癌
甲状腺分化癌である。頻度は全甲状腺癌の85%から90% と、甲状腺癌のなかでは最多である。女性に多く（1：4）、若年から高齢者まで各年齢層にみられる。画像診断としては超音波検査が推奨される。エコーにおいて、不整形状、不均質な内部エコーを示すことが多い。また、しばしば内部に微細な石灰化による散在性の高エコー域を認める。境界不鮮明で、被膜浸像を伴うことがある。肉眼的所見としては、硬い結節を持ち、表面に凹凸がある。病理診断においては微細な石灰化（砂粒小体）が指摘され、また、穿刺吸引細胞診では、集団を形成した腫瘍細胞が多数採取される。細胞集団は乳頭状またはシート状の配列を示し、細胞内にはすりガラス状の核がある。また、細胞質が核内に陥入して切れ込みを作り、封入体のように見えることもあり、これを核内細胞質封入体と呼ぶ。なお、血液検査においてはサイログロブリン値上昇が出現するが、これは特異的なものではないため、診断的価値は高くない。
腫瘍の成長は遅く、特に微小な腫瘍は倍加するのに数年を要する場合もある。主にリンパ行性の転移を示し、初診時に既にリンパ節転移を起こしているケースもあるが、発育が遅いため、予後はそれでも悪くない。特に55歳未満の場合には、遠くの臓器への転移していてもII期に分類され、予後が非常に良い。一方、55歳以上の乳頭癌では領域リンパ節に転移がない4cm以下ものはI期、ありはII期に分類。4cm以上または前頸筋群にのみ浸潤しているものはⅡ期、甲状腺癌が被膜をこえ、皮下軟部組織、喉頭、気管、食道、反回神経のいずれかに浸潤しているものはⅢ期、甲状腺外部の組織（椎前筋膜や縦隔内の血管）に浸潤、あるいは癌が頸動脈の全体を取り囲んでいるものをⅣA期、癌が遠くの臓器に転移しているものをⅣ B期としている。
若年期の甲状腺癌と中高年で発生する甲状腺癌は系統が異なるとするのが芽細胞発癌説（fetal cell carcinogenesis）であり、近年それを支持する疫学的データが蓄積している。若年期に発生する甲状腺癌は成長に限りがあるSelf-limiting Cancerで、これを若年型甲状腺癌と呼び、10-20代で急速に成長し、転移・浸潤もきたす。一部はこの時期に臨床癌となり首の結節等で見つかることもあるが、予後は極めて良好である。一方でほとんどはそこまで成長せず、超音波検査でしか見つけることができない潜在癌として一生経過する。これを発見してしまうと過剰診断となる。若年型甲状腺癌の早期診断・早期治療のメリットについてはエビデンスが無く、かえって再発率が高まることを示唆するデータがある。中高年で初発する癌は無限の増殖能を持つLethal Cancer、高齢型甲状腺癌であり、早期に発見して治療しないと患者の生命に関与するので早期診断・早期治療は有効と考えられている。
治療の第一選択は手術であるが、予後良好であることから、術後のクオリティ・オブ・ライフを勘案すると、どこまで摘出範囲を広げるべきかという点については議論がある。また、時に放射線外照射、放射性ヨード治療、TSH抑制療法なども行われる。なお、近年、1cm以下の小さな乳頭癌は症例を選べば手術をせずに定期的に経過をみるだけで十分であるという研究報告が日本から始まった。甲状腺がんにおけるアクティブサーベイランスは隈病院の宮内昭（現 隈病院院長）が提唱し、2015年には米国甲状腺学会 (American Thyroid Association: ATA) による成人の甲状腺腫瘍取扱いガイドラインにおいても、超低リスク乳頭がんに対する非手術経過観察の方針が容認され、米国、韓国、イタリアでもアクティブサーベイランスが実施されるようになった。アクティブサーベイランスは (active surveillance)、(AS)、非手術経過観察、積極的経過観察とも呼ばれている。声帯マヒや副甲状腺機能低下症等のリスクも回避でき、経過観察で10年後にがんの大きさが変化しないが92%、大きくなったが8%、手術をした場合でも、しなかった場合でも、甲状腺がんが原因で死亡した人は、対象となった2,153人ではゼロという結果であった。しかし、子供で発見された場合半世紀以上にわたる経過観察は現実的ではなく、多くは手術することになる。未成年の甲状腺癌についてのASのエビデンスは皆無であり，今後の重要な検討課題の一つである。

### 濾胞癌
甲状腺分化癌である。頻度は9～10%もしくは、 5～10%。良性の腺腫との鑑別が難しいものが多い。第4版内分泌腫瘍WHO分類（2017年）では甲状腺濾胞上皮腫瘍に良性と悪性の中間intermediate malignancyもしくは境界病変 borderline lesionに相当する新たな疾患概念が提起された。55歳未満の場合には、遠くの臓器への転移していてもII期に分類され、予後が非常に良い。一方、55歳以上の濾胞癌では、遠隔転移をきたすと予後不良となる。。遠隔転移部位としては肺、骨が多い。。
超音波検査では、低エコー域の腫瘤状陰影を呈する。良性腫瘍である濾胞腺腫との鑑別は、かなり進展した場合を除いて困難である。境界の不整像を認めれば濾胞癌の公算は大きくなるが決定的ではなく、穿刺吸引細胞診での鑑別も困難である。従って、画像上、あるいは臨床的に濾胞癌を疑う場合は、そうと診断されなくとも手術を施行するのが一般的である。濾胞癌を疑って手術をする場合は、単発であれば一般的には甲状腺の片葉切除のみにとどめ、リンパ節郭清は行わないことが多い。これは乳頭癌と異なり、濾胞癌がリンパ節転移を起こす頻度は非常に低いためである。遠隔転移を伴う (M1) 広汎浸潤型濾胞癌には 甲状腺全摘術とその後の放射性ヨウ素内用療法 による治療を推奨する。遠隔転移を伴わない (M0) 広汎浸潤型濾胞癌 にも補完甲状腺全摘術を推奨する。

### 甲状腺低分化癌
甲状腺低分化癌は、甲状腺分化癌（乳頭癌ないし濾胞癌）と未分化癌との中間的な形態像および、生物学的態度を示す濾胞上皮由来の悪性腫瘍をいう。低分化癌は分化癌に比べ、遠隔転移や最初の頻度は高く予後不良であるv。低分化癌の頻度は日本では0.3〜0.7%と諸外国に比べ頻度が少ない。発症年齢は50〜60歳でやや女性に多いが、高分化癌に比べると男性に多い。

### 未分化癌

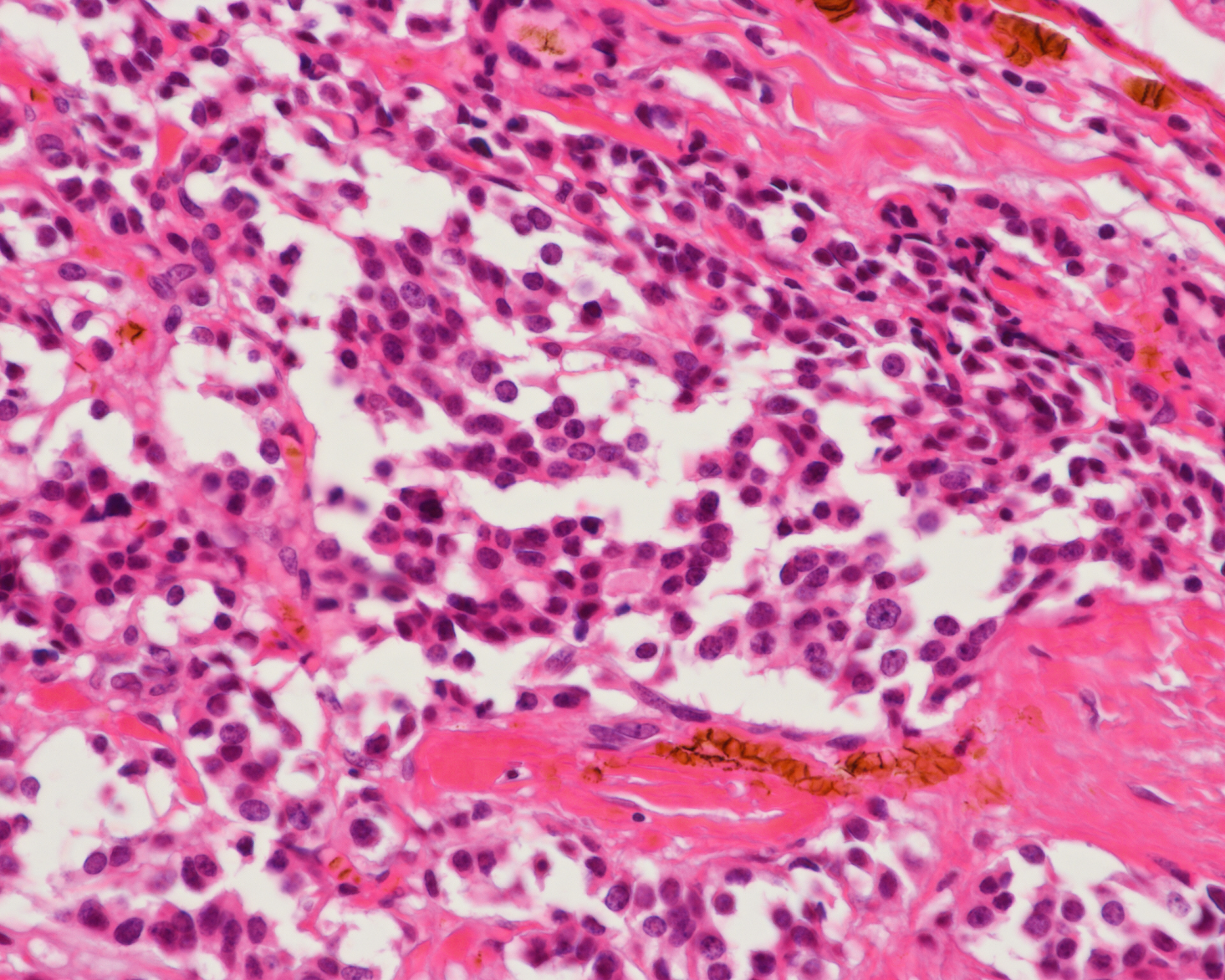
甲状腺髄様癌 medullary carcinoma HE染色

頻度は2%以下に過ぎないが、予後は極めて不良で、甲状腺癌関連死の14〜39%を占めるとされる。乳頭癌と同様に女性に多い（1：1.5〜2）が、好発年齢はさらに高く、60歳代以上である。未分化癌の発生機序については長らく議論の対象であり、分化癌（乳頭癌または濾胞癌）の細胞が未分化癌の細胞に転化するという説（多段階発癌）と分化癌とは別に独自に進化したものであるとする説（芽細胞発癌）があった。従来は、未分化癌の組織にしばしば分化癌の組織が共存することから前者を唱える研究者が多かった。近年、全ゲノム解析でそれぞれの腫瘍の遺伝子異常を網羅的に検出できるようになり、その結果によると、分化癌と未分化癌の共存例であっても共通の遺伝子異常は少なく、それぞれの腫瘍が多数の独自の遺伝子異常を有しており、これらの腫瘍は共通の発生母地からそれぞれ独自に進化をとげてきたということがわかってきた。この事実は芽細胞発がん説を支持するものである。初診時、50%の症例に遠隔転移を認め、その80%は肺転移であり、生存期間は診断から6か月以内のことが多い。27時間で腫瘍細胞が倍加する可能性があるという報告もある。急速に増大する頸部腫大を訴えることが多く、急激に周囲へ浸潤することから、頚部の圧迫感、疼痛、熱感を覚え、皮膚発赤、嗄声、呼吸困難、嚥下困難などを来たすこともある。発熱や体重減少などの全身症状もしばしば出現する。
超音波検査では、境界が著しく不整で不明瞭な腫瘤像が見られる。その内部は低エコーでかつ不均一であり、しばしば粗大な石灰化が認められる。穿刺吸引細胞診では、結合傾向の弱いばらばらの腫瘍細胞が採取でき、異形成が著しく、盛んに分裂している様子が観察される。また、全身の炎症症状を反映して、血沈の亢進、血清CRP値の上昇、白血球数の増加を認めるが、血清ホルモン値やサイログロブリン値は原則として正常である。
早期発見できたものは、抗がん剤、手術、放射線外照射を組み合わせた複合治療を行うが、腫瘍の増大が早いため早期発見できず緩和治療に移る場合が多い。放射性ヨード治療、TSH抑制療法は効果がない。未分化癌コンソーシアムができ、多くの施設の未分化癌が登録性になった。そこで前向き研究として切除不能な未分化癌に対してパクリタキセルを投与することが提案され可決された。その後、パクリタキセルの有用性が示され、また、未分化癌に対して初めて保険適応となる薬剤であるレンバチニブが登場した。

### 髄様癌

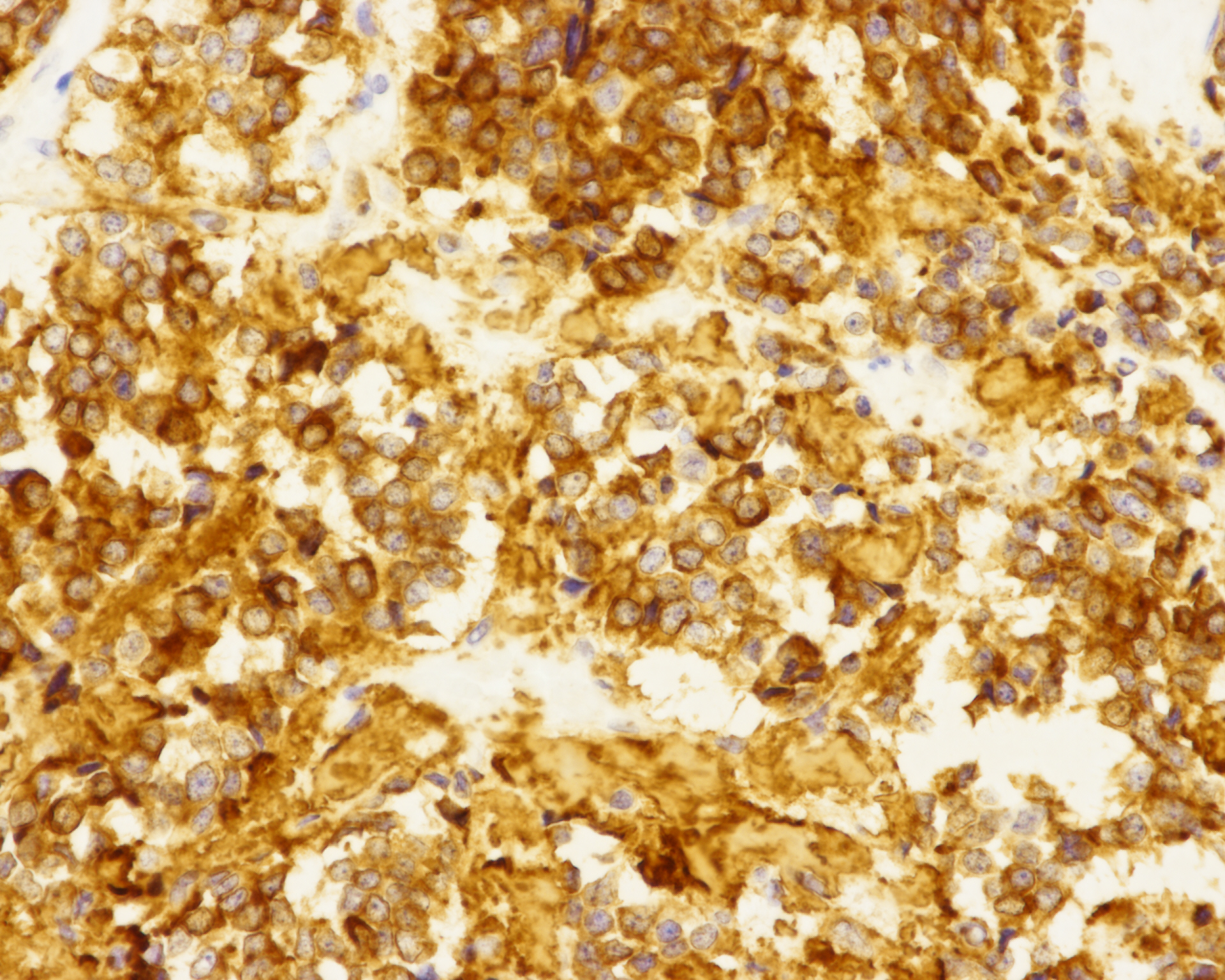
甲状腺髄様癌 medullary carcinoma of thyroid は免疫組織化学的に calcitonin に陽性を示す｡

頻度は1〜2% 。傍濾胞細胞（C細胞）に由来していることから、カルシトニンや、これとともにCEAなどを分泌する。髄様癌は散発性と遺伝性に分類される。およそ1/3を占める遺伝性髄様癌は染色体 10 番長腕に位置する RET癌原遺伝子の機能獲得型変異により発症する。常染色体優性遺伝という遺伝形式により遺伝する。遺伝性のものは多発性内分泌腫瘍症2型 (Multiple Endocrine Neoplasia type 2 : MEN2) といい、 甲状腺髄様がんだけでなく、副腎や副甲状腺などにも腫瘍を発生する遺伝性の病気です。 MEN2 は、MEN2A、MEN2B、FMTC (甲状腺髄様がんのみ) などに分類される。。多発性内分泌腺腫症として出現することが多く、孤発例の場合には結節性甲状腺腫で発症するケースが多いのに対して、家族性発症例の場合には、先行して発症している褐色細胞腫の精査中に発見されるケースが多くなっている。いずれも発育は緩徐で、周辺組織への浸潤もあまり強くない。
超音波検査では、比較的辺縁がスムーズな低エコー域となり、その内部にはしばしば粗い石灰沈着が認められるが、画像診断は困難な場合がある。穿刺吸引細胞診では、ゆるく結合した細胞集団が採取され、間質にはアミロイドが認められる。早期発見すれば、治療の第一選択は手術。放射性ヨード治療、TSH抑制療法は効果がない。全ての甲状腺髄様癌患者に対してRET遺伝学的検査を行うことが推奨されている。実施前には必ず遺伝カウンセリングを行って十分な情報提供を行う必要がある。また、副腎褐色細胞腫や副甲状腺機能亢進症の合併頻度も異なるため、変異の有無だけでなく、変異コドンの部位情報も必要である。誤った解釈は、誤った診断、治療、不必要な血縁者への治療などにつながる危険性がある。2016年にRET遺伝学的検査は保険収載された。

### 悪性リンパ腫
甲状腺リンパ腫は節外性悪性リンパ腫の1〜7%、甲状腺悪性腫瘍の1〜5%を占める。男女比は1：3〜4、平均年齢は60歳である。橋本病を母地として発症することが多い。橋本病患者で甲状腺腫が急速に増大した時は積極的に疑う。治療は悪性リンパ腫の組織型によって異なるが、放射線外照射、化学療法、もしくはその組み合わせを行う。放射性ヨード治療、TSH抑制療法は効果がない。早期発見すれば予後はおおむね良好。

## 疫学
剖検時に発見されるラテント癌は、日本では広島・長崎で2.9〜20.7%、その他の地域で11.3〜28.4%と報告され、またフィンランド人剖検例において2.5mm間隔で甲状腺組織を検討した結果、35.6%に甲状腺癌が発見された。韓国では甲状腺の検査が行われたため2011年には1993年の15倍もの甲状腺癌が診断された。一方甲状腺癌による死亡率は変わらず、過剰診断であると判明した。韓国においては、2003～2007年の女性の甲状腺癌発症者の9割は過剰診断であり、同様に米国、イタリア、フランス、豪州でもこの期間に診断を受けた女性の7～8割が、日本では5割が、過剰診断だったと推定された。米国予防医学専門委員会（USPSTF）は無症状の成人に対する頸部触診や超音波を用いた甲状腺癌のスクリーニングは推奨しない（グレードD） 甲状腺癌スクリーニングを推奨せずと勧告した。また、小児甲状腺癌は100万人に数人という極めて稀な疾患であるとされてきたが、福島県民調査で放射線の影響をほとんど受けていない会津地方でも高校生以上では数千人に一人という高率で甲状腺癌が発見されたことから、超音波検査でしかみつからない潜在癌は10代後半から急速にその頻度が高くなっていることが示唆されている。

### 原因
解明は不十分であるが、いくつかの原因が判明し、また、示唆する研究報告がある。
転移がん
他の部位で発生したガンが転移する。
遺伝性
遺伝子の変異が原因となることがある。それらは家族性に発症する。遺伝性の甲状腺癌は特に髄様癌において頻度が高いが、他の腫瘍型においてもまれに認める。
化学物質
- ドロナビノール（テトラヒドロカンナビノール：THC）

米国国家毒性プログラム(NTP)による発癌性試験において、1日125mg/kg（体表面積換算でヒト最大推奨用量の約25倍）用量のドロナビノールをマウスへ2年間投与したところ、甲状腺濾胞細胞に腺腫が発現した。
- テトラサイクリン系抗生物質

1日200mg/kg（体表面積換算でヒト最大推奨用量の約10倍）用量のミノサイクリンをラットへ最長104週間（2年間）経口投与した発癌性試験において、甲状腺濾胞細胞に腺腫と癌腫の発現が有意に増加した。またミノサイクリン投与は、比較的高濃度のヨウ素飼料を与えたラットで、放射性ヨウ素の吸収が高まり、甲状腺腫が発現した。
ミノサイクリンまたはドキシサイクリンによる若年期の痤瘡（ニキビ）治療後に、持続的な重度の甲状腺機能障害が報告されているが、頻度は不明である。大多数の症例が、臨床において検出と診断を免れるている可能性が高いため、有病率や臨床的意義および重症度を判定するための前向き研究が必要とされている。
放射性ヨウ素による被曝
広島や長崎の原爆被爆地やチェルノブイリ原子力発電所の事故で周辺の住人に甲状腺癌の患者が多発したことから、放射性ヨウ素（主に、ヨウ素131 , 131I）によって甲状腺癌のリスクが上昇することが判明している。世界保健機関（WHO）の専門機関である国際がん研究機関（IARC）は2017年4月に胎児期、小児期または思春期に甲状腺に100～500mGy以上の被ばくをするとリスクになると報告している。福島県が2011年6月から続ける県民健康調査では、事故時18歳以下の子ら38万人を対象にした甲状腺検査で251人が甲状腺がんか疑いと診断された。
2021年、UNSCEAR（原子放射線の影響に関する国連科学委員会）の福島原発事故の放射線被ばくの程度と影響に関する報告書がだされ、「放射線による健康影響が確認される可能性は低い」検査しなければ見つからず、症状も起こさないようながんを高精度の検査機器で見つけた「過剰診断」の可能性もあるとした。。全身への被曝線量も下方修正され、県全体の成人で平均5・5ミリシーベルト以下となった。がんで亡くなる人が明らかに増えるとされる100ミリシーベルトを大きく下回り、県民の間で将来、健康影響が確認される可能性は低いと評価した。
治療しなくても死亡などに至らないタイプのがんを高精度の検査機器で見つけた「過剰診断」の可能性があると指摘した。この過剰診断が起こる原因として考えられているのが、芽細胞発癌説（fetal cell carcinogenesis）である。甲状腺芽細胞から発生する成長に限りがあるSelf-limiting Cancer 若年型甲状腺癌を見つけているという説である。福島県での学校でのスクリーニング検査による若者の甲状腺がんの発見は種々の問題が指摘されている。

### 症状
のどにしこりを触知する。それ以外には典型的な症状はないが、嗄声やのどの痛み、嚥下障害が見られることがある。しかし最近は本人も無自覚無症状の状態で、健康診断で超音波検査を受けて偶然発見されることが多い。

### 検査
- 触診

甲状腺腫の診断として行われる。
- 超音波検査

甲状腺腫の位置、内部構造や被膜、石灰化像、リンパ節転移の有無など非常に多くの情報が得られ、甲状腺癌の検査としてきわめて重要なものである。痛みを伴わず、簡便で無侵襲であり、安全な検査である。
- シンチグラフィ

放射性ヨードやテクネチウムという放射性物質を注射し、腫瘍に集まった様子を専用のカメラで写す。腫瘍の位置や転移の有無などの情報を得ることができる。しかし必ずしも感度はよいとは言えない。
- 穿刺吸引細胞診

甲状腺腫が良性か悪性かを鑑別するのに重要。注射針で甲状腺を刺し、陰圧をかけて細胞を採取し、顕微鏡で判定する方法が一般的。乳頭癌についてはかなりの確率で診断を確定できる。濾胞癌については良性の濾胞腺腫と細胞の形は同じであるため。診断は困難である。また、髄様癌は典型的なアミロイドがあれば診断は可能であるが、熟練したcytologistや病理学者が検鏡しない場合、しばしば診断を誤ることがある。
- 腫瘍マーカー

血清サイログロブリンは乳頭癌・濾胞癌の腫瘍マーカーであるが、正常の甲状腺組織からも分泌されるため、術前の鑑別診断には使用できない。むしろ手術（全摘）後の再発マーカーとして重要である。髄様癌の腫瘍マーカーとしてはカルシトニン、CEAがあり、術前診断にも使用できる。

### 診断
触診、超音波、穿刺吸引細胞診を組み合わせて診断する。濾胞癌の場合、良性の濾胞腺腫との鑑別は困難であり明らかな被膜浸潤や遠隔転移で発見されない限り、術前の診断はほぼ不可能である。

### 治療
基本的に摘出術を行うが、1cm以下で症状のない微小乳頭癌では経過観察することもある。再発予防のためリンパ節廓清や放射性ヨード投与を行う。甲状腺を全摘した場合は一生甲状腺ホルモンを投与し続ける必要がある。甲状腺ホルモンを過量に投与して甲状腺刺激ホルモンを抑制し、再発を防止するTSH抑制療法を採用する場合もある。
- 経過観察

乳頭癌は基本的に成長が遅く、長年にわたってほとんど進行しない例もある。そのため、1cm以下の微小な乳頭癌の場合に限り、直ちに手術を行わず、経過観察をする場合がある。腫瘍が増大したり、新たにリンパ節転移が生じてきた場合には、もちろん手術を施行する。もちろんこういった加療に関しては、患者に対する周到なインフォームド・コンセントが必要である。
- 手術

乳頭癌に関して、全例甲状腺を全摘するべきだする意見と、小さい癌では部分切除で充分だとする意見が対立している。日本・ヨーロッパでは部分切除派（片葉切除、すなわち甲状腺の癌が存在する側のみを切除すること）が多く、アメリカでは全摘派が多い。近年部分切除派がアメリカでも影響を広めている。患者の追跡データによって小さい乳頭癌では部分切除も全摘も生存率に差がないことが指摘されたためである。また、リンパ節転移が多いため手術時に附属リンパ節を予防的に切除するべきだとする意見とその必要はないとする意見の対立がある。日本・ヨーロッパではリンパ節切除を推奨する専門家が多く、アメリカでは甲状腺全摘と強力な放射性ヨード治療を組み合わせればリンパ節の予防的切除は不要であるとする意見が根強い。なお、片葉切除であれば甲状腺が半分残るが、半分残れば甲状腺機能は維持できることがほとんどであるとされる（副甲状腺機能についても同様である）。
- 放射性ヨード治療

ヨードは海藻類などに多く含まれるミネラル栄養素であり、血液中に入ったヨードのほとんどは甲状腺組織によって吸収される。放射線を出すヨードを作ってこれを内服すれば、放射性ヨードは甲状腺組織に集まり、甲状腺組織へ選択的に放射線を吸収させることができる。甲状腺由来の癌細胞にヨードを吸収する性質が残っていれば、この方法でリンパ節・肺などに転移した癌細胞に放射線を加えることができる。一般に正常な甲状腺組織の方が甲状腺由来の癌組織よりヨードの摂取が強いので、この治療を行うためには健康な甲状腺を全摘しておく必要がある。日本では主として転移が証明されている場合か強く疑われる場合に使用することが多いが、アメリカでは転移が証明されていない場合にも予防的に行われることが多い。この方針は近年見直されつつある。
- TSH抑制療法

甲状腺ホルモンが不足すると下垂体から甲状腺刺激ホルモン(TSH)が分泌され、甲状腺にもっと働くように信号を送る。逆に甲状腺ホルモンが過剰な時はTSHは分泌されず、甲状腺は刺激を受けない。TSHが大量に分泌されると乳頭癌や濾胞癌は腫瘍の成長が早まることが知られている。このため、甲状腺ホルモンを過量に投与し、TSHを抑制することによって甲状腺癌の成長を抑制する治療方法がある。既に切除できない転移が証明されている場合、転移の成長を抑制するのに有効である。アメリカでは、転移が証明されていなくても、すべての甲状腺癌患者に予防的にTSH抑制療法を採用するべきだという意見が根強い。ただし、すべての甲状腺癌に等しく有効であるわけではなく、骨粗鬆症のリスクもあるため、早期手術できた例や予防的リンパ節切除を行った例では、転移が証明されるまでは、必ずしも必要ではないと考える専門家もいる。
- 化学療法

抗がん剤を使用する化学療法は、一般に健康な組織に近い腫瘍には効果が低く、健康な組織に遠い腫瘍には効果が高い。悪性度の低い乳頭癌や濾胞癌は、比較的健康な組織に近く、抗がん剤の効果は低い。未分化癌は逆に悪性度が強すぎて抗がん剤の効果が低い。甲状腺由来の悪性リンパ腫にはR-CHOPなどの免疫化学療法が奏功する場合がある。
近年、分子標的薬が使用できるようになり、甲状腺癌の治療選択肢が広がっている。分子標的薬であるソラフェニブは甲状腺癌に適応があるが、未分化癌に対する有用性は確立しておらず、分化型および髄様癌へ投与される。レンバチニブはSELECT試験の結果から、分化型に対する適応を取得し、また第2相試験の結果から髄様癌、未分化癌に対する適応を取得している。またバンデタニブは髄様癌に対する有効性が証明されており、適応を有している。
- 放射線外照射

体外から局所的に放射線を照射する治療方法である。手術の補助療法、転移の増殖抑制などにしばしば利用される。
- その他の治療

外科的切除の難しい転移巣の腫瘍縮小を目的に、局所的にエタノールを注入する経皮エタノール注入療法(PEIT)が用いられることがある。その他多くの実験的治療が現在開発中である。
- 集学的治療

抗がん剤・手術・放射線などを組み合わせた複合型の治療を集学的治療という。甲状腺未分化癌などの非常に悪性度の高い癌に利用される。一部の専門施設では、さらに分子標的治療薬やHDAC阻害剤を加えて未分化癌に対して一定の成果を上げている。また、少量の抗がん剤を毎週投与するウィークリー療法や、腫瘍を栄養する血管にチューブを埋め込み、高濃度の抗がん剤を局所投与する方法で未分化癌に良好な延命効果を報告している専門家もいる。

## 予後
甲状腺癌は予後の良好な悪性腫瘍として知られており、腫瘍の発育速度や転移も遅い。10年生存率は一般的に乳頭癌が85%、濾胞癌が65 - 80%、髄様癌が65 - 75%である。しかし未分化癌は極めて予後が悪く、ヒトに発生する癌の中でも悪性度の高い癌の1つである。発育速度が非常に速く、手術や放射線、化学療法を行ってもほとんどが1年以内に死亡する。一方、予後のもっとも良い甲状腺乳頭癌は手術から再発までの期間がながいため、術後長期にわたって経過観察を要する。
| 甲状腺癌のタイプ | 5年生存率        | 5年生存率        | 5年生存率        | 5年生存率   | 5年生存率       | 10年生存率 |
| 甲状腺癌のタイプ | ステージ I       | ステージ II      | ステージ III     | ステージ IV | 全体            | 全体       |
| ---------------- | ---------------- | ---------------- | ---------------- | ----------- | --------------- | ---------- |
| 乳頭             | 100%             | 100%             | 93%              | 51%         | 96% or 97%      | 93%        |
| 濾胞             | 100%             | 100%             | 71%              | 50%         | 91%             | 85%        |
| 髄様             | 100%             | 98%              | 81%              | 28%         | 80%, 83% or 86% | 75%        |
| 未分化           | (常にステージIV) | (常にステージIV) | (常にステージIV) | 7%          | 7% or 14%       | データなし |

## 韓国での5年相対生存率と過剰医療
2011年から2015年の5年生存率は保健福祉部（省）などの統計によると同じ年齢と性別の一般人口を100とした場合甲状腺ガン罹患者は100.3である。100を下回る他のガン種類の罹患者と違って、韓国の一般人口より5年以上長生きしていることが分かっている。100を超えている理由は、ガン発見により健康に気に配った結果としている。『過剰診断』の著者ギルバート・ウェルチ教授は、2014年に韓国の甲状腺がん患者が世界一であることについて「韓国で流行病のように増えている甲状腺がんは環境毒素や病原菌ではなく過剰診断によるもの」「確実に危険な病気を看過するのと、大したことでないものを大騒ぎして見つけるのは違う」とする研究結果を報告した。世界に先駆けて甲状腺がん検診を開始した韓国では2009年からガン患者数内訳1位が甲状腺癌だったが、患者数が世界平均の10倍なのは過剰検診が原因だと医師らが指摘した後の2015年に3位になり、胃がんが再び1位になっている。

## ガイドライン
欧米では、過剰診断にならないよう近年では穿刺吸引細胞診（FNA)は抑制的になってきている。
- ATA(2015) 米国甲状腺学会(American Thyroid Association: ATA)ガイドライン

甲状腺分化がんに対する提言が、[A1]~[A30],[B1]~[B47],[C1]~[C47],[D1]~[D9]。[A1]「一般に、1cmを超える結節のみが評価されるべきである。」。[D3]に積極的経過観察(active surveillance: AS)の項目。
- ETA (2017) 欧州甲状腺学会「成人の甲状腺結節の超音波悪性度リスク層別化に関するガイドライン」

推奨事項[R1]~[R11]。FNA(fine needle aspiration:細胞診）は10mmをこえるもの。
- 甲状腺腫瘍診療ガイドライン(2018) (PDF)  日本内分泌外科学会 甲状腺腫瘍診療ガイドライン2018
- 日本頭頸部癌学会 頭頸部癌診療ガイドライン 2018 年版 ISBN 978-4-307-20379-1
- ESMO (2019) 欧州臨床腫瘍学会(European Society of Medical Oncology, ESMO)のガイドライン

細胞診は 1cm未満非推奨。1cm以上は、ATA 2015と同様。
- NCCN (2022) 全米総合がんネットワーク（National Comprehensive Cancer Network）のガイドライン

10mm未満の甲状腺乳頭がんの細胞診を推奨しない。
- ETA(2022)小児 ヨーロッパ甲状腺学会小児甲状腺腫瘍ガイドライン2022

23の臨床上の質問（clinical question)に対し、４つのエビデンスグレードの推奨。18歳未満の子どもの甲状腺結節、甲状腺分化がんが対象。超音波検査は実施するほど過剰診断になるので、できるだけ実施しない。術後は再発が多いので、片葉切除でなく全摘出を推奨。予防的リンパ節郭清は推奨しない。RI治療は投与量を最小限にして実施。

## 診療科
- 内分泌内科
- 乳腺・甲状腺外科
- 耳鼻咽喉科・頭頸部外科

## 学会
- 日本甲状腺学会 日本甲状腺学会 Japan Thyroid Association
- 日本内分泌外科学会 日本内分泌外科学会 Japan Association of Endocrine Surgery
- 日本頭頸部癌学会 日本頭頸部癌学会 Japan Society of Head and Neck Cancer
- 若年型甲状腺癌研究会 若年型甲状腺癌研究会 Japan Consortium for Juvenile Thyroid Cancer
- 日本内分泌学会 日本内分泌学会 The Japan Endocrine Society
- 国際内分泌学会 国際内分泌学会 International Society of Endocrinology
- 米国甲状腺学会 米国甲状腺学会  American Thyroid Association(ATA)
- 欧州甲状腺学会 欧州甲状腺学会 European Thyroid Association(ETA)
- アジア内分泌外科学会 アジア内分泌外科学会（AOTA）Asia and Oceania Thyroid Association
- 欧州臨床腫瘍学会 欧州臨床腫瘍学会 European Society for Medical Oncology(ESMO)

## 甲状腺癌になった人物
（アイウエオ順）
- 青木昌治
- 石井眞木
- 長田雅喜
- 甲斐説宗
- 木山裕策　36歳で罹患、克服
- ケビン・タワーズ
- 東郷哲也
- 仁支川峰子　2010年に手術、克服
- アントニア・バード
- 菱川文博
- 松岡博
- 峰さを理
- 湯木博恵
- 吉行理恵
- ウィリアム・レンキスト
- 若松武史

参考　Category:甲状腺癌で亡くなった人物